# 桑田卓郎
桑田 卓郎（くわだ たくろう、1981年 - ）は、日本の陶芸家。広島県福山市生まれ。2001年、京都嵯峨芸術大学短期大学部卒業。2002年から財満進に師事。2007年、多治見市陶磁器意匠研究所修了。現在は岐阜県土岐市に工房を置いて活動している。
陶芸の技術と日本独自の美意識に基づき、伝統と現代の感性を融合させた作品を手がける。NHKのSWITCHインタビュー 達人達への出演歴がある。

## 受賞歴
- 2006年：益子陶芸展 最高賞 濱田庄司賞受賞
- 2007年：織部デザイン・クラフト展 銀賞受賞
- 2008年：朝日現代クラフト展 奨励賞受賞・国際陶磁器展美濃 美濃賞受賞
- 2009年：テーブルウェアフェスティバル グランプリ経済産業大臣賞受賞
- 2018年：「LOEWE Craft Prize 2018」特別賞を受賞[1]